# Pulsatilla kissii
Pulsatilla kissii är en ranunkelväxtart som beskrevs av Mandl.. Pulsatilla kissii ingår i släktet pulsatillor, och familjen ranunkelväxter. Inga underarter finns listade i Catalogue of Life.